# Lawley
Lawley – wieś w Anglii, w Shropshire, w dystrykcie (unitary authority) Telford and Wrekin. Leży 18,5 km od miasta Shrewsbury i 208,7 km od Londynu. W 2001 miejscowość liczyła 5390 mieszkańców. Lawley jest wspomniana w Domesday Book (1086) jako Lauelei/Lauelie.